# Fryderyk Zugehoer
Fryderyk Zugehoer – porucznik w powstaniu kościuszkowskim, chorąży Gwardii Konnej Koronnej w 1791 roku, od 1797 roku rotmistrz polskiego pułku jazdy wojsk rosyjskich szefostwa gen. Ksawerego Dąbrowskiego.